# Delta blues

La regione del delta del Mississippi

Il Delta blues è uno dei primi stili di musica Blues nato tra la fine degli anni venti e i primi anni trenta. Il genere prende il nome dal Delta del Mississippi, una regione degli Stati Uniti che si estende da Memphis nel nord a Vicksburg nel sud, e compresa fra i due corsi d'acqua del Mississippi ad ovest e dello Yazoo a est.

## Stile
In questo genere gli strumenti predominanti sono la chitarra e l'armonica. Lo stile vocale varia da più introspettivo e cupo, a fiero e più passionale.
Il Delta blues è un genere musicale più che un genere relativo alla posizione geografica: Skip James e Elmore James, ad esempio, pur non essendo nati nella zona del Delta, erano considerati comunque artisti Delta Blues. Esponenti del genere potevano trovarsi nelle zone più varie degli Stati Uniti, dal Delta all'Arkansas, alla Louisiana, al Texas ed al Tennessee. Questo genere, attraversando il paese, diede origine ad altri stili di blues come il Chicago Blues ed il Detroit Blues.

## Artisti del Delta Blues
- Garfield Akers
- John Lee Hooker
- Tab Benoit
- Son House
- Skip James
- Robert Johnson
- Tommy Johnson
- Mississippi Fred McDowell
- Mississippi John Hurt
- David Honeyboy Edwards
- Charley Patton
- Muddy Waters
- Bukka White
- Sonny Boy Williamson II
- Johnny Woods
- Ishman Bracey
- Arthur "Big Boy" Crudup
- Robert Lockwood Jr.
- Tommy McClennan
- Johnny Shines
- Sunnyland Slim
- Johnnie "Geechie" Temple
- James "Son" Thomas
- Big Joe Williams
- Robert Lee Burnside
- Furry Lewis
- Vera Hall
- Brother Dege (conosciuto anche come Dege Legg)
- Papa Charlie Jackson